# Lamaness Firth

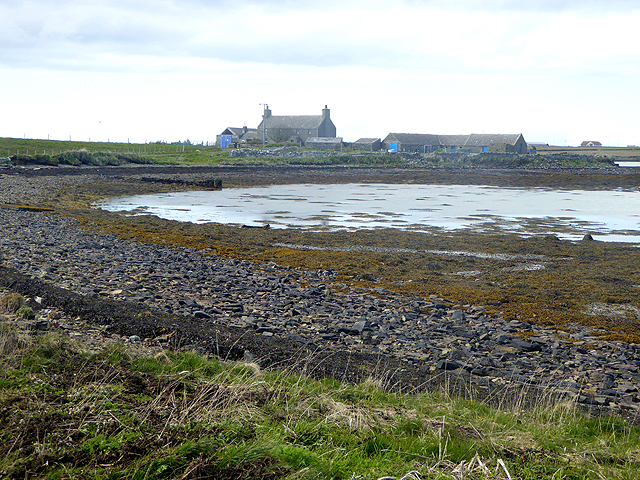
Am südwestlichen Ende der Bucht

Der Lamaness Firth ist eine Bucht, die im Norden der zu Schottland zählenden Orkneyinseln liegt.

## Geographie
Der verhältnismäßig breite, aber flache Lamaness Firth liegt an der nordöstlichen Küste der Insel Sanday. Er bildet die südwestliche Fortsetzung der Bucht Otters Wick. An seinem Ufer gibt es mehrere Riffe. Die nächste größere Ortschaft ist Lady  im Osten.

## Historisches
Im Rahmen der historischen Gliederung Schottlands in Civil Parishes zählt der Lamaness Firth zu Cross and Burness.